# Iuri Felxtinski
Iuri Gueórguievitx Felxtinski, rus: Ю́рий Гео́ргиевич Фельшти́нский, conegut habitualment com a Iuri Felxtinski   (Moscou, 7 de setembre de 1956), és un historiador russoestatunidenc. Felxtinski és autor d'una sèrie de llibres sobre història russa, com ara The Bolsheviks and the Left SRs (París, 1985), Towards a History of Our Isolation (Londres, 1988; Moscou, 1991), The Failure of the World Revolution (Londres, 1991). Moscou, 1992), Blow up Russia (amb Alexandr Litvinenko) i The Age of Assassins (amb Vladimir Pribylovsky).

## Educació
Els pares de Felxtinski van morir quan ell tenia 17 anys. Va començar a estudiar història l'any 1974 a la Universitat Pedagògica Estatal de Moscou. Un parell d'anys més tard, va decidir emigrar de la Unió Soviètica a Israel, viatjant primer a Viena. Però en lloc d'anar de Viena a Israel, va anar més enllà, als Estats Units, on va arribar l'abril del 1978 i allà va continuar posteriorment els seus estudis. Es va graduar a la Universitat de Brandeis i va obtenir el seu doctorat en història a la Universitat de Rutgers. El 1993, va tornar a Moscou i va defensar la seva tesi doctoral en ciències a l'Institut d'Història de Rússia de l'Acadèmia de Ciències de Rússia, convertint-se en el primer ciutadà no rus a obtenir un doctorat en una universitat russa.

## Carrera
Felxtinski ha publicat una sèrie de llibres sobre la història del moviment comunista. En un d'aquests llibres, Leaders the Mobsters, va descriure el partit bolxevic com una organització semblant a la màfia on "gairebé ningú va morir per una causa natural". Segons Felxtinski, la llista d'assassinats inclou l'enverinament de Vladimir Lenin, Féliks Dzerjinski i Maksim Gorki per part de Guénrikh Iagoda per ordre de Ióssif Stalin, assassinats de Mikhaïl Frunze, Viatxeslav Menjinski i Lev Trotski, i l'enverinament de Stalin per part de socis de Lavrenti Béria.
El 1998, Felxtinski va viatjar de tornada a Moscou per estudiar la política de la Rússia contemporània. Aleshores, va conèixer Alexandr Litvinenko, tinent coronel del Servei Federal de Seguretat (FSB). L'any 2000, Felxtinski i Litvinenko van començar a treballar en Blow Up Russia, un llibre que descriu l'apropiació gradual del poder a Rússia per part de l'aparell de seguretat i detalla la participació de l'FSB en una sèrie d'actes terroristes que van tenir lloc entre el 1994 i el 1999. L'agost del 2001, es van publicar diversos capítols de Blow Up Russia en una edició especial del diari Novaya Gazeta. L'any 2002, el llibre es va convertir en la base d'un documental, Blow Up Russia (també conegut com a Assassinat de Rússia). Tant el llibre com el documental van ser prohibits oficialment a Rússia per "divulgar secrets d'estat". Fins al 2006, Felxtinski va continuar treballant amb Litvinenko en la recollida de materials addicionals que documentessin la participació de l'FSB en els atemptats dels apartaments de setembre del 1999. Segons els autors, els atemptats van ser comesos pel Servei Federal de Seguretat de Rússia (FSB), com una operació de bandera falsa destinada a justificar la Segona Guerra de Txetxènia.
El novembre del 2006, Litvinenko va morir a Londres de la síndrome d'irradiació aguda, tres setmanes després de ser intoxicat amb poloni-210. (Vegeu Intoxicació d'Alexander Litvinenko).
L'any 2007, l'investigador Mikhaïl Trepashkin va dir que, segons les seves fonts de l'FSB, "tots els que van participar en la publicació del llibre Blowing Up Russia seran assassinats", i que tres agents de l'FSB havien fet un viatge a Boston per preparar l'assassinat de Felxtinski. Després de la mort de l'oligarca exiliat Borís Berezovski, que va patrocinar el llibre, Felxtinski va suggerir que Berezovski va ser assassinat.

## Llistat de publicacions seleccionades
- Els fonaments legals de la política d'immigració i emigració de l'URSS, 1917 - 1927 (Glasgow, 1982)
- Els bolxevics i l' SRS d'esquerra (París, 1985)
- Quaderns de Trotski, 1933–1935. Escrits sobre Lenin, dialèctica i evolucionisme . (Nova York, 1986)
- Cap a una història del nostre aïllament (Londres, 1988; Moscou, 1991)
- Converses amb Bukharin (Moscou, 1993)
- Lenin, Trotski, Stalin i l'oposició d'esquerra a l'URSS, 1918-1928 (París, 1990)
- El fracàs de la revolució mundial (Londres, 1991; Moscou, 1992)
- Big Bosses (Moscou, 1999)
- 978-1-903933-95-4
- 978-1-906142-07-0
- amb Vladimir Pribylovski, The Corporation. Rússia i el KGB a l'era del president Putin ,ISBN 1-59403-246-7, Llibres de trobada; 25 de febrer de 2009, descripció .
- 978-1-929631-95-7 descripció .
- Borís Gulko, Yuri Felshtinski, Vladimir Popov, Víktor Kortstxnoi, The KGB Plays Chess: The Soviet Secret Police and the Fight for the World Chess Crown. Russell Enterprises, Inc. 2011,ISBN 1-888690-75-5 .
- Iuri Felshtinski i M. Stantxev. Tercera Guerra Mundial. Batalla per Ucraïna, El nostre format (Ucraïna), 2015. (Фельштинский Ю., Станчев М. Третья мировая. Битва за Украину. — К.: Но465-9 9 Но46-7-9 Но465-9 М.
- Iuri Felshtinski, Vladimir Popov, From Red Terror to Mafia State: Russia's State Security in the Struggle for World Domination Encounter Books, 2022,ISBN 1-641772-55-7
- YIuri Felshtinski i M. Stantxev, Blowing up Ukraine: The Return of Russian Terror and the Threat of World War III, Gibson Square Books Ltd, 2022,ISBN 1-783341-91-2

## Entrevistes
- «Interview with experts...» (en rus). Radio Liberty, 03-11-2007. Arxivat 2 de febrer 2009 a Wayback Machine.
- «The Litvinenko affair». BBC News, 04-02-2007 [Consulta: 31 desembre 2009].